# Homotopie
Homotopie je pojem z matematiky, přesněji z algebraické topologie.

## Motivace
Homotopie umožňuje postihnout některé topologické vlastnosti topologických prostorů a zachycuje v rámci matematiky představu spojité deformace prostorů a zobrazení.

## Definice
Nechť {\displaystyle X,Y} jsou topologické prostory a {\displaystyle f\colon X\to Y,\ g\colon X\to Y} spojitá zobrazení mezi nimi. Homotopie mezi {\displaystyle f} a {\displaystyle g} je spojité zobrazení {\displaystyle H\colon [0,1]\times X\to Y} takové, že a {\displaystyle H(0,x)=f(x)} a {\displaystyle H(1,x)=g(x)} pro každé {\displaystyle x\in X}, kde uvažujeme {\displaystyle [0,1]} s topologií danou inkluzí {\displaystyle [0,1]\subseteq \mathbb {R} } do {\displaystyle \mathbb {R} } s metrickou topologií a na {\displaystyle [0,1]\times X} uvažujeme součinovou topologii.
Pokud existuje homotopie mezi {\displaystyle f} a {\displaystyle g,} řekneme, že {\displaystyle f} a {\displaystyle g} jsou homotopická a píšeme {\displaystyle f\simeq g.}
Topologické prostory {\displaystyle X,Y} nazveme homotopické, pokud existují spojitá zobrazení {\displaystyle f\colon X\to Y} a {\displaystyle g\colon Y\to X}, že {\displaystyle f\circ g} je homotopické {\displaystyle id_{Y}} a {\displaystyle g\circ f} je homotopické {\displaystyle id_{X}}.
Topologicky prostor {\displaystyle X} nazveme kontraktibilní (stažitelný), pokud je homotopický jednoprvkovému topologickému prostoru (bodu).

## Příklady
1. Snadno se ověří, že každé dvě uzavřené křivky {\displaystyle a,b\colon [0,1]\to \mathbb {R} ^{2}} jsou homotopické. Homotopií je např. {\displaystyle H\colon [0,1]\times [0,1]\to \mathbb {R} ^{2}} dané formulí {\displaystyle H(s,t):=(1-t)f(s)+tg(s)}.
2. Těžší je ověřit, že kružnice {\displaystyle a(s):=(\cos s,\sin s)} a kružnice {\displaystyle b(s):=(2+\cos s,\sin s),s\in [0,2\pi ]} v prostoru {\displaystyle \mathbb {R} ^{2}-\{(0,0)\}} nejsou homotopické. Neformálně lze říci, že první kružnici nelze zdeformovat na druhou, aniž bychom s první přešli počátek, jenž do uvažovaného topologického prostou nepatří.
3. Topologický prostor {\displaystyle \mathbb {R} ^{n}}, {\displaystyle n\in \mathbb {N} _{0}} je kontraktibilní.
4. Ani malá, ani velká kružnice na toru nejsou kontraktibilní.

## Tvrzení
Relace být homotopická resp. být homotopické jsou relacemi ekvivalence na množině všech spojitých zobrazení mezi dvěma topologickými prostory, resp. na množině všech topologických prostorů.

## Poznámka
Pojem homotopické grupy vznikl z potřeb analýzy funkcí komplexní proměnné, zejména teorie integrálů na Riemannových plochách
a díky snaze klasifikovat jisté třídy topologických prostorů, především tzv. hladkých variet.
Pojem homotopie má rozsáhlá zobecnění v (homologické) algebře, teorii deformací, matematické fyzice a částech strunové teorie, obzvláště v teorii tzv. homologické zrcadlité symetrie.
Hladké verze homotopie v kategorii hladkých variet se někdy nazývají izotopie.